# ساساكي وميانو
ساساكي وميانو (بالإنجليزية: Sasaki and Miyano)‏ هي سلسلة مانغا ياوي وشريحة من الحياة يابانية تنشر على موقع بكسيف منذ 2016 تم جمعها في 6 .تانكوبون.من المقرر عمل مسلسل أنمي من إنتاج ستوديو دين سيعرض في يناير 2022.